# The Hammer Party
Albums de Big Black
Atomizer
(1986) Sound of Impact
(1987)
The Hammer Party est une compilation du groupe Big Black, sortie à l'origine chez Homestead Records, puis réédité en 1992 par Touch & Go Records après le rachat des droits sur les enregistrements du groupe par ce dernier. La première édition contenait les deux premiers EP, Lungs et Bulldozer (un EP sur chaque face) ; l'édition CD par Touch and Go inclut également le troisième Racer-X.

## Titres
1. Steelworker 1
2. Live in a Hole 1
3. Dead Billy 1
4. I Can Be Killed 1
5. Crack 1
6. RIP 1
7. Cables 2
8. Pigeon Kill 2
9. I'm a Mess 2
10. Texas 2
11. Seth 2
12. Jump the Climb 2
13. Racer X 3
14. Shotgun 3
15. The Ugly American 3
16. Deep Six 3
17. Sleep! 3
18. The Big Payback 3

1 Lungs 

2 Bulldozer 

3 Racer-X (CD uniquement)